# Tetsugen Dōkō
Tetsugen Dōkō (鉄眼道光), kyūjitai : 鐵眼道光), né le 12 février 1630 dans la commanderie de Mashikigun (ja), royaume d'Higo, décédé le 27 avril 1682 est de la branche ōbaku du zen au début de la période Edo.
Il a fondé sept temples, dont le Konzen-ji (金禅寺), à Toyonaka, dans la préfecture d'Osaka et le Kaizō-ji (海蔵寺), dans l'actuel quartier Kitaaoyama (ja) à Minato (Tokyo).
Il a également compilé les œuvres de Kang Senghui, un Sogdien devenu bouddhiste dans ce qui correspond à l'actuel Viêt Nam et a traduit des textes en chinois, à Nankin vers 247, dans le Royaume de Wu (actuelle province du Jiangsu, en Chine), dont il a converti le roi Sun Quan.
Sa dépouille est enterrée à Ōsaka.

## Œuvres
- (zh) 康僧會 (dir.) et 鉄眼道光, 六度集經 8巻, 出版者不明 (OCLC 1183236653) (œuvre de Kang Senghui en 8 rouleaux, compilé par Tetsugen Doko).